# 雨音しおん
雨音 しおん（あまね しおん、1986年2月12日 - ）は、日本のAV女優。

## 略歴
2007年にkira☆kiraからAVデビュー。

## 作品
撮りおろし作品
2007年
- NEW☆MODEL（5月25日、kira☆kira）
- NEW☆DIGIMO（6月25日、kira☆kira）
- BLACK☆FUCK（7月25日、kira☆kira）
- 萌えあがる募集若妻 淫らに狂い出す身売りわかづま 74 しおんさん（7月20日、プレステージ）
- 責め痴女 トリプルスペシャル（8月17日、レアル・ワークス）共演:松野ゆい、佐伯奈々
- 麗しの美巨乳女子大生（8月21日、光夜蝶）
- 君のカラダを紹介します しおん*E-CUP（9月1日、ハマジム）
- 近親妻 禁断の関係に萌えあがる人妻たち（9月8日、隼エージェンシー）出演:紅月ルナ、加瀬あゆむ、長谷川あゆみ、牧野ゆうひ
- 私のおま○ことお口にあなたのザーメンを下さい（9月19日、BRAVO）出演:有希りか、伊沢千夏、加瀬あゆむ、村上里沙
- エロかっこいい女の極上騎乗位×潮吹き×中出しファック!!3（9月30日、イマージュ）共演:@YOU
- 巨乳LOVE 7 パイズリ抜き6連発!（10月13日、隼エージェンシー）出演:憂木ルル、松坂るい、我妻りん、有永すずか、田中杏里
- フェラコレ2007秋SP（10月13日、隼エージェンシー）出演:野々宮りん、響鳴音、榊彩弥、有希りか、長谷川あゆみ、桐原あずさ、天乃みお、Rico、佐倉もなみ、伊沢千夏、姫野愛、高瀬七海、星野優奈、柳あずさ、稲森ケイト、田中杏里、水沢ありす、芽衣奈、野沢友花、憂木ルル、竹内紗里奈、長谷川さやか、夏川未来
- フェラグランプリ2008（12月1日、隼エージェンシー）出演:三浦亜沙妃、山城美姫、水野美香、姫川りな、結川るり、澄川ロア、中村さら、我那覇レイ、北田優歩、中島京子、長谷川ちひろ、南つかさ
- 女教師レイプ 4 レイプされる6人の女教師（12月8日、隼エージェンシー）他出演:冴木るな、山城美姫、芳本みゆ、南つかさ、花野真衣
- オナニスト 第19章（12月8日、隼エージェンシー）他多数出演

2008年
- 恥ずかしいカラダ（1月1日、ハマジム）
- Gals Glamourous 10（1月6日、ドリームチケット）
- レイプ中出し IV 理不尽に中出しさた8人のギャル（1月12日、隼エージェンシー）出演:結川るり、中村さら、日比野夕希、藤本さおり、加藤はるな、絢音ミミ、平井ゆきな
- E-BODY（1月13日、E-BODY）
- 狂おしき接吻と情交 新妻と義父（1月17日、ヒビノ）
- 巨乳強姦中出し 2（1月19日、BRAVO）他出演:南沙也香、響鳴音、紅りんご
- AFTER（2月19日、イエロー）共演:浜崎りお
- こだわりの手コキ 4時間SP VII（2月9日、隼エージェンシー）他多数出演
- 中出し了解（2月22日、プレステージ）
- W真性中出し（4月1日、MOODYZ）共演:佐藤江梨花
- 絶対にバレてはいけない病院 都内某病院にて、そこの看護師と同じ制服を着て入院患者とバレないように手コキ・フェラ・エッチ（4月4日、SODクリエイト）共演:北田優歩
- 極上イカセ失禁学園（4月13日、MOODYZ）共演:千堂ゆりあ、西野翔
- やりたい女 エロいカラダとふしだらマンコ（4月19日、ドグマ）
- 手コキでベロちゅ～ 2 12人の接吻&手淫絶頂（4月19日、イエロー）他11名出演
- kira☆kiraALLSTARS 極上BODY☆巨乳乱交（5月19日、kira☆kira）共演:真田春香、飯島夏希、春名えみ、一ノ瀬あきら
- 官能小説朗読オナニ～ 2（5月19日、イエロー）出演:小日向しおり、宮下まい、浜崎りお、愛菜りな、星優乃、長谷川なあみ、響鳴音、愛里ひな、福沢あや、蜜井とわ、永瀬あき
- 社長秘書はインテリ痴女（6月1日、ワンズファクトリー）
- ギャル 中出し20連発（6月4日、アイエナジー）
- kira☆kira女教師GALS 4時間SPECIAL（7月19日、kira☆kira）出演:MARINA、愛実、星倉なぎさ、堀口奈津美、あいぶらん、乙羽ナナ、竹内紗里奈、麗花、北島玲、春名えみ、飯島夏希、佐藤江梨花、妃乃ひかり、羽田夕夏
- 巨乳レイプ4時間第14章（9月13日 隼エージェンシー）他出演:蜜井とわ、絢音ミミ、響鳴音、浜崎りお、葉月奈穂、加藤はるな

2010年
- おイキなさい。 14人のイキたガールたち 上巻（12月16日、プレステージ）共演:北田優歩、大塚咲、早乙女美奈子、愛菜りな、みづき伊織、はるか悠、ayami、木村マイ、涼木さな、高橋りお、結川るり、宮下まい、橘美穂